# المعقاب (حبيش)

تعديل مصدري - تعديل

المعقاب هي إحدى قرى عزلة وادي المعقاب بمديرية حبيش التابعة لمحافظة إب، بلغ تعداد سكانها 492 نسمة حسب تعداد اليمن لعام 2004.